# ودی، تلئورمن
ودی، تلئورمن (به لاتین: Vedea, Teleorman) یک سکونتگاه مسکونی در رومانی است که در شهرستان تلئورمان واقع شده‌است.

## خصوصیات
ودی ۳٬۰۴۴ نفر جمعیت دارد.